# Aqüeducte del Padre Tembleque

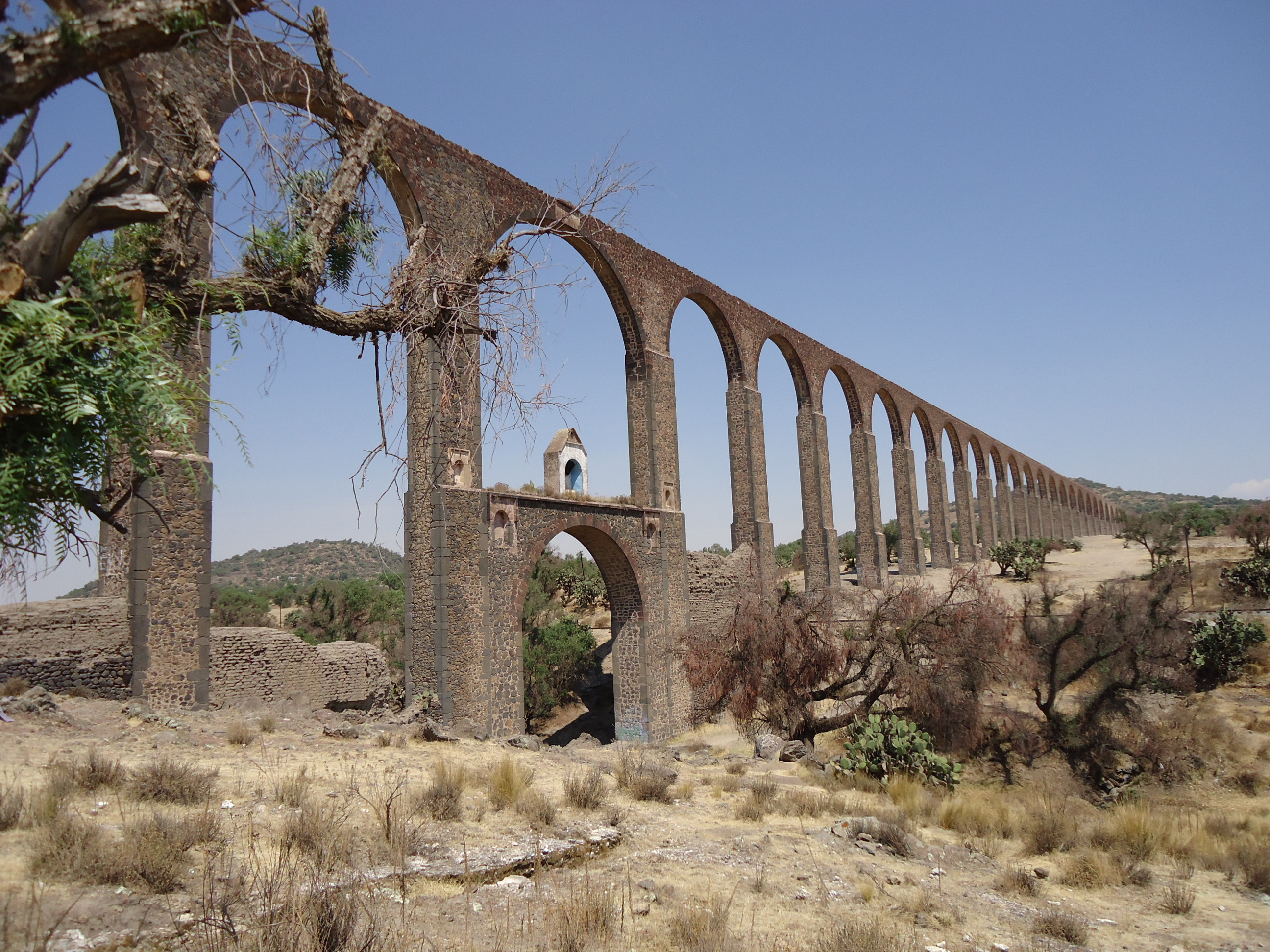
Vista de l'aqüeducte

L'aqüeducte del Padre Tembleque o aqüeducte de Tembleque, a Mèxic, és l'obra d'enginyeria hidràulica més important construïda durant el virregnat de la Nova Espanya al continent americà que va tenir la finalitat de conduir aigua als pobles d'Otompan, actual Otumba i la Congregació de Todos los Santos actualment Zempoala, així com a altres poblacions situades en el seu trajecte.

## Història
L'obra va ser planejada i dirigida per un frare franciscà de nom Francisco de Tembleque, natural de la província de Toledo, Espanya, qui va arribar a la Nova Espanya l'any 1542 en companyia de fra Juan de Romanones i fra Francisco de Bustamante al poble d'Otumba (avui Estat de Mèxic), on motivat per l'escassetat d'aigua a la regió i per l'acaparament que existia per part dels colons espanyols decideix iniciar una obra encarregada de portar el vital líquid als indígenes d'aquesta població a més de totes aquelles que es trobaven en el trajecte.
Conformada per 6 arqueries, de les quals la més coneguda es troba sobre el riu Papalote propera a la població de Santiago Tepeyahualco; la Arqueria Major o Arqueria Monumental de Tepeyahualco, se situa entre els límits de l'Estat de Mèxic i l'Estat d'Hidalgo, sent el llit del Papalote el límit natural; aquesta secció compta amb 68 arcs de mig punt que s'estenen al llarg de 904 metres, aconseguint al punt més alt 38.75 metres.

## El conveni entre Otumba i Zacuala de 1553
Amb data 2 de febrer de 1553 existeix un document conveni entre els indígenes principals d'Otumba i del poble de Zacuala, on la primera població sol·licita aigua a la segona, ja que les deus properes al turó El Tecajete es trobaven dins de la seva jurisdicció. Una part interessant del document és que no es troba a fra Francisco de Tembleque en les signatures, però si ho faran fra Francisco de Bustamante, llavors Comissari General de la Nova Espanya, fra Juan de San Francisco, Ministre Provincial de l'Ordre, així com fra Diego de Oloarte, fra Juan de Gaona, fra Antonio de Ciutat Rodrigo i fra Bernardino de Sahagún.
Part del document indica el següent:

[…] puix que vós el poble de Zacuala, governador, alcaldes i principals d'ell, per l'amor de Déu i per la nostra intercessió vau ser concertats amb el poble d'Otumba, governador i alcaldes principals d'ell, dels donar la meitat de l'aigua que teniu al vostre poble de Zacuala per al proveïment i bé dels naturals d'aquest poble d'Otumba i profit del monestir de la nostra ordre que en ell està fundat, en la qual cosa vau fer gran bé a ells i a dita el nostre monestir per la nostra intercessió com dit és, o perquè altra i això vós l'aquest poble de Zacuala, amb molt treball i pel bé de les vostres ànimes us ajunteu amb el poble de Tlaquilpan i Zempoala en el lloc en què al present edifiqueu un monestir de Tots els Sants.

## Dimensions

Vista de l'aqüeducte

L'obra té una longitud total de 48 quilòmetres, 38 des del seu origen en les deus de les faldilles del volcà El Tecajete fins a Otumba, i una bifurcació de 10 quilòmetres que assortia aigua a les poblacions de Zacuala i Zempoala.
Si bé l'aqüeducte del padre Tembleque es coneix principalment per la arqueria major, prop del 95 per cent és subterrani, variant la seva profunditat des d'uns quants centímetres fins als 2 metres; trobant-se 6 seccions aèries, la primera a la Hisenda de Tecajete, la segona a la Hisenda de La nostra Senyora de Guadalupe-Arcos, un petit arc a Acelotla, la més important a Santiago Tepeyahualco, i finalment dos arcs en el municipi d'Otumba anomenats Sant Pere i Sant Marc.

## Els glifs de l'arqueria major
L'any 1960, Ángel María Garibay Kintana presenta per al llibre El pare Tembleque d'Octaviano Valdés l'estudi d'una sèrie de jeroglífics pintats a l'arqueria major copiats pel arq. Ricardo Robina i presentats al cèlebre historiador; en aquest treball, Garibay interpretant 44 símbols, indicava l'existència d'algunes imatges d'origen hispànic, i proporcionava com a teoria que el conjunt de glifs de la arqueria no eren més que marques artesanals que indicaven els pobles que havien participat.
El treball de Garibay és analitzat a mitjan 2010 en un estudi presentat per l'historiador Gerardo Bravo Vargas, qui descobreix l'existència de 73 símbols en la cara de ponent de l'arqueria major, contrastant amb 6 imatges religioses en el costat d'orient; Bravo assegura que els símbols no són d'origen hispànic sinó netament prehispànics, sent la major part d'ells representacions religioses i militars; l'historiador descobreix a més una sèrie de símbols cronològics que revelen dates de construcció de l'aqüeducte.

## Patrimoni de la Humanitat
L'Aqüeducte, proposat a la Llista Indicativa a ser Patrimoni de la Humanitat de Mèxic com l'obra hidràulica més important del virregnat, va ser afavorit el 5 de juliol de 2015 pel Comitè del Patrimoni Mundial reunit a la ciutat alemanya de Bonn i incorporat a la llista de Patrimoni de la Humanitat com a Canal Patrimonial exempt, és a dir, que no forma part d'una zona de monuments, dins de la denominació «Sistema hidràulic de l'aqüeducte del Pare Tembleque».